# Весново (Могилёвская область)
Ве́сново (бел. Веснава) — деревня в составе Хвастовичского сельсовета Глусского района Могилёвской области Республики Беларусь.

## Население
- 1999 год — 257 человек
- 2009 год — 216 человек